# Lego Marvel Avengers
Lego Marvel Avengers é um jogo lego com tema de ação e aventura desenvolvido pela Traveller's Tales e TT Fusion e publicado pela Warner Bros. Interactive Entertainment, para o PlayStation 4, PlayStation 3, PlayStation Vita, Nintendo 3DS, Wii U, Xbox 360, Xbox One, OS X e Microsoft Windows. É o sucessor espiritual de Lego Marvel Super Heroes e é a segunda parceria da franquia Lego Marvel. Segue as tramas de ambos Os Vingadores e Vingadores: Era de Ultron bem como Capitão América: O Primeiro Vingador, Homem de Ferro 3, Thor: O Mundo Sombrio e Capitão América: O Soldado Invernal.
O jogo apresenta personagens do Universo Cinematográfico Marvel, assim como dos quadrinhos, incluindo: Homem de Ferro, Capitão América, Hulk, Viúva Negra, Gavião Arqueiro, Nick Fury, Maria Hill, Feiticeira Escarlate, Mercúrio, Thor, Ultron, Loki, Soldado Invernal, Falcão, Visão e Máquina de Combate e alguns personagens menos conhecidos como Dinossauro Demônio e Fin Fang Foom. O jogo foi lançado em 26 de Janeiro de 2016.

## Jogabilidade
A Jogabilidade é semelhante a longa série de Video Games da franquia Lego, com foco na resolução de quebra-cabeças intercalada com ação. Os jogadores muitas vezes tem que resolver quebra-cabeças espalhados pelos ambientes do Jogo, como descobrir como mover um caminhão particular que está bloqueando sua progressão. Como sempre, o jogo têm suas peculiaridades únicas, por exemplo, tirando proveito de sua biblioteca  de personagens grandes em áreas que exigem dois personagens específicos para formar uma equipe para prosseguir. Batalhas de chefes também assumem a forma de quebra-cabeças, muitas vezes exigindo tempo cuidadoso. Enquanto ação e luta são espalhados liberalmente ao longo do Jogo, ele é mantido muito amigável para as crianças, de acordo com o costume LEGO. O jogo apresenta a cidade de Nova Iorque como o principal pólo do mundo aberto, mas também pela primeira vez, incluí uma dúzia de outras áreas importantes aos quais os jogadores podem viajar, como Asgard, Malibu, África do Sul, O aeroporta-aviões da Shield, Washington, D.C. e Sokovia. Estes hubs igualmente caracterizam a jogabilidade pesada, com centenas de missões secundárias e níveis de bônus tais como resgatar cidadãos em apuros, corridas,e muito mais. A história principal realmente leva até uma fração bastante pequena do total do jogo "conclusão". Enquanto a história do jogo é predominantemente focada nos dois filmes dos Vingadores, há níveis únicos baseados nos filmes: Capitão América: O Primeiro Vingador, Homem de Ferro 3, Thor: O Mundo Sombrio e Capitão América: O Soldado Invernal.

## Personagens
O Jogo completo possui 257 personagens jogáveis, e 10 personagens que podem ser criados pelo próprio jogador. Os super-heróis foram criados não apenas do Universo Cinematográfico Marvel, mas dos quadrinhos também. O diretor Arthur Parsons declarou: "É um pouco de tudo dos Vingadores, bandas desenhadas, filmes, desenhos animados, é tudo que você ama sobre Os Vingadores em Vídeo Game". Confirmados como personagens adicionais estão Kamala Khan como a Miss Marvel, Sam Wilson na aparência do Capitão América, Jane Foster na aparência da Thor, Thor na aparência do Wiccano. Cada dois personagens têm suas próprias habilidades únicas de team-up, significando quase 800 movimentos team-up.
Personagens desbloqueados através do modo história:
Capitão América
Homem de Ferro
Thor (Marvel Comics)
Hulk
Viúva Negra
Gavião Arqueiro
Máquina de Combate
Visão
Mercúrio
Feiticeira Escarlate
Heimdall
Nick Fury
Maria Hill
Phil Coulson
Peggy Carter
Dum Dum Dugan
Madame B
Barão Von Struker
Doutor List
Personagens do Mundo Livre:
1. Agente 13
2. Agente Coulson
3. Agente M
4. Agente Venom
5. Aldrich Killian
6. Amadeus Cho
7. Anjo
8. Arco-Íris
9. Arnim Zola
10. A-Bomb
11. Attuma
12. Barão Strucker
13. Batroc, o Saltador
14. Besouro
15. Beta Ray Bill
16. Bill Raio Beta
17. Bisonho
18. Capitã Marvel
19. Capitão Britânia
20. Capitão Universo
21. Carnificina
22. Cavaleiro da Lua
23. Chun-Li
24. Cíclope
25. Colossus
26. Coração de Ferro
27. Cosmo, o Cão Espacial
28. Coisa
29. Daimon Hellstrom
30. Doutor Estranho
31. Doutor Octopus
32. Doutor Vodu
33. Dum Dum Dugan
34. Eco
35. Elektra
36. Emma Frost
37. Fantomex
38. Feiticeira Escarlate
39. Fênix
40. Fera
41. Fin Fang Foom
42. Foggy Nelson
43. Falcão
44. Gambit
45. Gamora
46. Garra Sônica
47. Gavião Arqueiro
48. Gaviã Arqueira
49. General Ross
50. Groot
51. Gwen Stacy
52. H.E.R.B.I.E.
53. Hank Pym
54. Havok
55. Hogun
56. Howard, o Pato
57. Hulk Vermelho
58. Hyperion
59. Homem-Aranha (Miles Morales)
60. Homem-Aranha 2099
61. Homem-Aranha (Miguel O'Hara)
62. Homem de Ferro (Mark 42)
63. Homem de Ferro (Mark 43)
64. Homem de Ferro (Mark 45)
65. Homem de Ferro (Hulkbuster)
66. Homem de Ferro (Traje Space)
67. Homem de Ferro (Golias)
68. Homem Máquina de Combate
69. Homem-Formiga
70. Howard Stark
71. Hulk
72. Hulkbuster
73. Inumano
74. Jaqueta Amarela
75. J. Jonah Jameson
76. Jean Grey
77. Jessica Jones
78. Jubileu
79. Justiceiro
80. Kang, o Conquistador
81. Karnak
82. Lagarto
83. Loki
84. Luke Cage
85. Maestro
86. Magneto
87. Maria Hill
88. Mercúrio
89. Miss Marvel
90. Mística
91. M.O.D.O.K.
92. Mulher-Aranha
93. Mulher-Hulk
94. Mulher Invisível
95. Mulher-Maravilha
96. Namor
97. Nova
98. Nova (Sam Alexander)
99. Nova (Robbie Rider)
100. O Coisa
101. O Justiceiro
102. Ossos Cruzados
103. Pantera Negra
104. Patriota de Ferro
105. Pepper Potts (Rescue)
106. Polaris
107. Porco-Aranha
108. Punho de Ferro
109. Punisher 2099
110. Quake
111. Quasar
112. Quarteto Futuro
113. Raio Negro
114. Raio Negro (Traje Clássico)
115. Rocket Raccoon
116. Ronan, o Acusador
117. Sam Wilson
118. Sandman
119. Sentinela
120. Shocker
121. Shuri
122. Silk
123. Soldado Invernal
124. Speed
125. Speedball
126. Spitfire
127. Sra. Marvel
128. Stan Lee
129. Star-Lord
130. Steve Rogers (Traje S.H.I.E.L.D)
131. Steve Rogers (Traje Clássico)
132. Tempestade
133. Thanos
134. Thor (Jane Foster)
135. Thor (Traje Clássico)
136. Tigresa Branca
137. Toad
138. T'Chaka
139. Union Jack
140. Valquíria
141. Vespa
142. Visão
143. Vulture
144. War Machine
145. Wasp
146. Wendigo
147. Wong
148. Wolverine
149. X-23
150. Yeti
151. Yondu
152. Zarda
153. Zzzax

Personagens desbloqueados nas Fases Extras:(Os eventos da fases extras se passam entre os filmes Homem de Ferro 3, Thor: O Mundo Sombrio e Capitão América: Soldado Invernal.)
Harley Keener
Pepper Potts
Patriota de Ferro
Falcão
Brock Rumlow
Wostagg
Loki
Sif
Fandral
Jane Foster
Eric Selvig.
Personagens Atráves de Dlc's:
Pacote de Personagens e Níveis de Agents of S.H.I.E.L.D.:
1. Agente Daisy Johnson (Quake)
2. Agente Leo Fitz
3. Agente Jemma Simmons
4. Agente Koenig
5. Agente Melinda May
6. Agente Bobbi Morse (Pássaro Trovejante)
7. Agente Grant Ward
8. Agente Antoine Triplett
9. Agente Victoria Hand
10. Agente Luther Banks
11. Agente Idaho
12. Agente Isabelle Hartley
13. Agente Jasper Sitwell
14. Agente Peggy Carter
15. Agente Daniel Sousa
16. Agente Jack Thompson
17. Agente Ana Jarvis
18. Agente Edwin Jarvis

Pacote de Personagens e Níveis de Capitão América: Guerra Civil:
1. Agente 13 (Sharon Carter)
2. Pantera Negra (Traje Civil)
3. Crossbones
4. Agente Everett Ross
5. Barão Zemo
6. Homem-Aranha (Tom Holland)
7. Visão (Traje Casual)
8. Homem-Formiga (Scott Lang)
9. Falcão (Traje Civil)
10. Feiticeira Escarlate (Traje Civil)
11. Agente William "Bill" Foster

Pacote de Personagens e Níveis de Doutor Estranho:
1. Doutor Estranho (Traje Casual)
2. Doutor Estranho (Traje de Cirurgião)
3. Doutor Estranho (Traje de Mago Supremo)
4. Karl Mordo
5. Wong (Traje Casual)
6. Anciã
7. Kaecilius
8. Mordo (Traje Civil)
9. Doutor Estranho (Traje de Guerra Infinita)

## Desenvolvimento
Áudio
Ao contrário de Lego Marvel Super Heroes, que usou vozes originais, Lego Marvel Avengers utiliza o áudio dos seis filmes que estão sendo adaptados para o jogo incluindo voz e música semelhante a Lego: O Senhor dos Anéis, The Lego Movie Videogame, Lego The Hobbit e Lego Jurassic World. O jogo tem utilizado os áudios de arquivo dos atores nos filmes. No entanto, alguns atores do UCM como Clark Gregg, Cobie Smulders e Hayley Atwell fizeram trabalhos adicionais de voz.